# 이케다 마사히로
이케다 마사히로(일본어: 池田 昌広, 1981년 10월 9일 ~ )는 일본의 전 축구 선수이다.

## 구단 경력
과거 쇼난 벨마레에서 활동하였다.